# Winsor McCay
Winsor McCay (Spring Lake, Michigan, 26 september 1869 – Brooklyn, New York, 26 juli 1934) was een Amerikaanse striptekenaar en animator die in beide kunstvormen een pioniersrol vervulde.

## Carrière
McCays eerste krantenopdrachten, eind jaren negentig, waren illustraties voor de Cincinnati Commercial Tribune. Een paar jaar later verbond hij zich aan de Cincinnati Enquirer, waarvoor hij in 1903 een stripreeks maakte gebaseerd op gedichten van George Randolph Chester. Daarna stapte hij over naar de New York Herald, waar hij in 1904 zijn eigen strip Dream of the Rarebit Fiend kreeg, die hij signeerde met het pseudoniem Silas. Nog altijd legendarisch is zijn wekelijkse stripreeks Little Nemo in Slumberland, die hij in 1905 in de New York Herald begon en die zich afspeelt in de bizarre droomwereld van het titelpersonage.
De Little Nemo-strips, meestal in full color en steeds een volledige krantenpagina groot, toonden in een art-nouveaustijl de surrealistische dromen van een jongetje. Aanvankelijk (1905-1906) waren het min of meer op zichzelf staande nachtmerries, vanaf het voorjaar van 1906 kwam er een sterke continuïteit in de belevenissen van Nemo, die met zijn vrienden Flip en The Imp het wonderlijke Slumberland verkent. Elke pagina eindigt met een klein, eenvoudig plaatje waarin Nemo in zijn bed ontwaakt.
McCay was ook een van de eerste makers van tekenfilms (vanaf 1911) en de tekenaar van het eerste volwaardig uitgewerkte cartoonpersonage: Gertie the Dinosaur (1914).
Naast zijn werk als striptekenaar en animator trad McCay van ongeveer 1906 tot zeker 1926 ook op als vaudeville-artiest, waarbij hij, met zijn rug naar het publiek, gedurende een half uur op vermakelijke wijze op een schoolbord tekende, een in die tijd populaire theatervorm. Ook vertoonde hij zijn films, waarbij interactie met de figuren op het scherm een deel van de attractie vormde.

## Stripverhalen

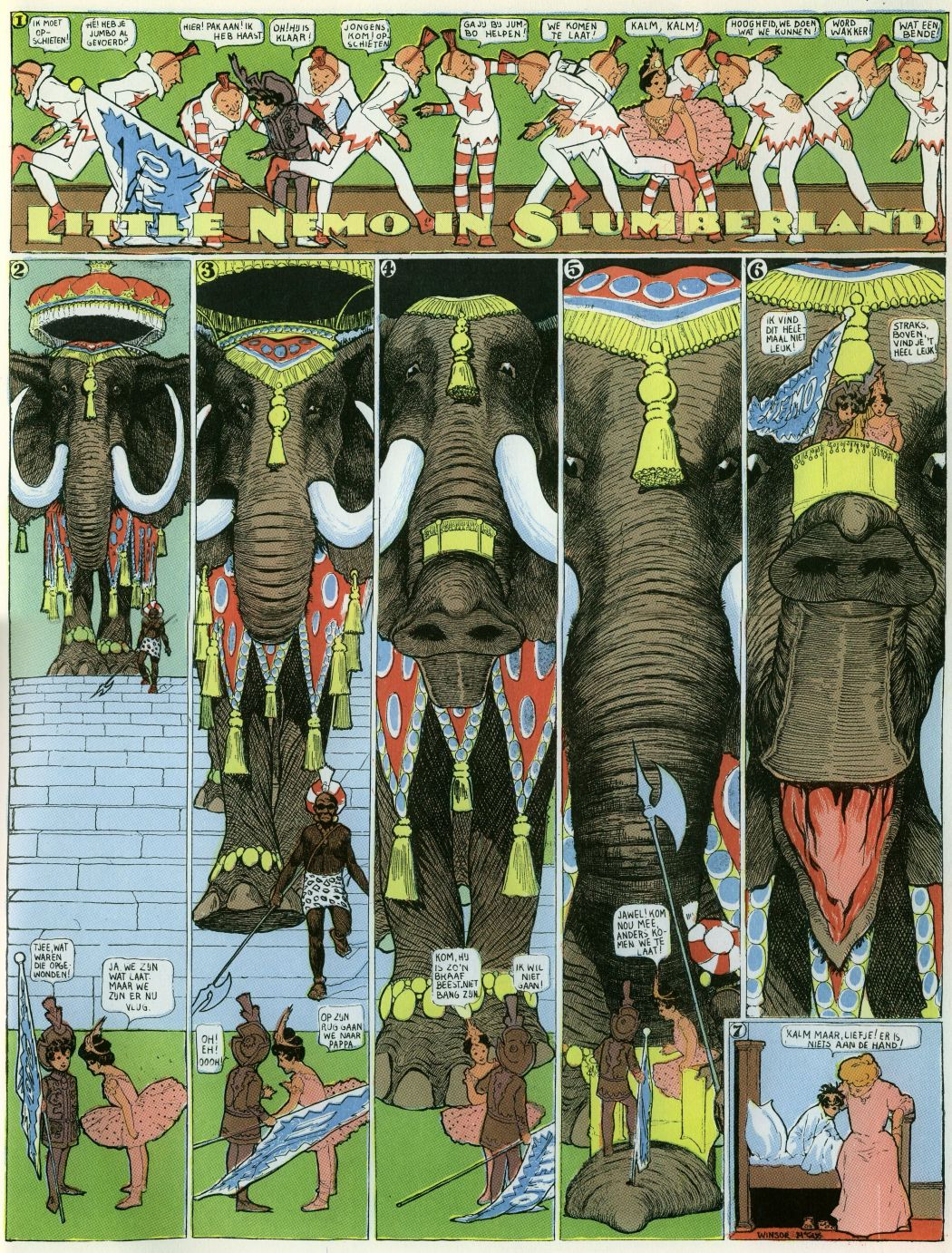
De Little Nemo-strip van 23 september 1906

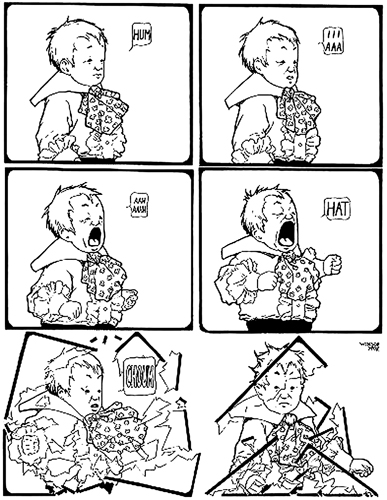
Little Sammy Sneeze (1904-06) door Winsor McCay

- Tales of the Jungle Imps by Felix Fiddle (1903)
- Little Sammy Sneeze (1904-1906)
- Dream of the Rarebit Fiend (1904-1913)
- The Story of Hungry Henrietta (1905)
- A Pilgrim's Progress (1905-1910)
- Little Nemo in Slumberland (1905-1914 en 1924-1927) (1911-1915 onder de titel In the Land of Wonderful Dreams)
- Poor Jake (1909-1911)

## Films
- Winsor McCay, the Famous Cartoonist of the N.Y. Herald and His Moving Comics (1911), beter bekend als Little Nemo
- How a Mosquito Operates (1912), ook getiteld The Story of a Mosquito en Winsor McCay and His Jersey Skeeters
- Gertie the Dinosaur (1914)
- The Sinking of the Lusitania (1918)
- Dreams of the Rarebit Fiend: The Pet (1921)
- Dreams of the Rarebit Fiend: The Flying House (1921)
- Dreams of the Rarebit Fiend: Bug Vaudeville (1921)
- Gertie on Tour (1921)
- Flip's Circus (1921)
- The Centaurs (1921)
- The Midsummer's Nightmare (1922)

## Boeken en collecties
- Dreams of a Rarebit Fiend Dover, ISBN 0-486-21347-1
- Little Nemo in the Palace of Ice and Further Adventures Dover, ISBN 0-486-23234-4
- The Complete Little Nemo in Slumberland, Vol. I: 1905-1907 Fantagraphics ISBN 0-930193-63-6
- The Complete Little Nemo in Slumberland, Vol. II: 1907-1908 Fantagraphics ISBN 0-930193-64-4
- The Complete Little Nemo in Slumberland, Vol. III: 1908-1910 Fantagraphics
- The Complete Little Nemo in Slumberland, Vol. IV: 1910-1911 Fantagraphics
- The Complete Little Nemo in Slumberland, Vol. V: In the Land of Wonderful Dreams, Part 1: 1911-12 Fantagraphics
- The Complete Little Nemo in Slumberland, Vol. VI: In the Land of Wonderful Dreams, Part 2: 1913-14 Fantagraphics ISBN 1-56097-130-4
- Little Nemo 1905-1914 Taschen, ISBN 3-8228-6300-9
- The Best of Little Nemo in Slumberland Stewart, Tabori, & Chang, ISBN 1-55670-647-2
- Little Nemo in Slumberland: So Many Splendid Sundays Sunday Press ISBN 0-9768885-0-5
- Winsor McCay: Early Works, Vol. 1 Checker, ISBN 0-9741664-0-5 (“Tales of the Rarebit Fiend” en “Little Sammy Sneeze”)
- Winsor McCay: Early Works, Vol. 2 Checker, ISBN 0-9741664-7-2 (meer “Tales of the Rarebit Fiend” en “Little Sammy Sneeze”, “Centaurs”, “Hungry Henrietta” en editorial-illustraties)
- Winsor McCay: Early Works, Vol. 3 Checker, ISBN 0-9741664-9-9 (meer “Tales of the Rarebit Fiend” (1907), “Little Sammy Sneeze”, “A Pilgrim’s Progress” (1907) en editorial-illustraties uit de New York-periode)
- Winsor McCay: Early Works, Vol. 4 Checker, ISBN 0-9753808-1-8 (meer “Dream of the Rarebit Fiend” (begin 1908), “A Pilgrim’s Progress” (begin 1908), “Little Sammy Sneeze” en New York American editorial cartoons)
- Winsor McCay: Early Works, Vol. 5 Checker, ISBN 0-9753808-2-6 (meer “Dream of the Rarebit Fiend” (eind 1908), “A Pilgrim’s Progress” (eind 1908), “Phoolish Phillip” (compleet), “Hungry Henrietta” (compleet) en New York American editorial cartoons)
- Winsor McCay: Early Works, Vol. 6 Checker, ISBN 1-933160-05-5 (“Mr Goodenough”, “Dream of the Rarebit Fiend” (eind 1908), “A Pilgrim’s Progress” (eind 1908), en New York American editorial cartoons)
- Winsor McCay: Early Works, Vol. 7 Checker, ISBN 1-933160-05-5 (illustraties uit de New York editorial periode en diverse strips)
- Winsor McCay: Early Works, Vol. 8 Checker, ISBN 1-933160-06-3
- Daydreams and Nightmares Fantagraphics, ISBN 1-56097-569-5